# Maniac (アルバム)
『maniac』（マニアック）は、globeの11枚目のフルアルバム。2006年3月23日にavex globeから発売された。現在、globeのフルアルバムは本作が最後となっている。

## 解説
オリジナルアルバムとしては、ベストも兼ねた『CRUISE RECORD 1995-2000』以来となる2枚組でのリリース。
DISC ONEは全てが新曲のオリジナルアルバム。DISC TWOは前作『globe2 pop/rock』からバンドアレンジしたものを2曲、リードボーカル・KEIKOのソロ4曲、リーダー・小室哲哉のインストゥルメンタル2曲、ラッパー・マーク・パンサーのユニット245の2曲と、メンバーのソロプロジェクトを中心に計10曲が収録されている。

## 収録曲
| 全作曲・編曲: 小室哲哉。 |                          |                      |            |      |
| #                        | タイトル                 | 作詞                 | 作曲・編曲 | 時間 |
| 1.                       | 「Soldier」              | 小室哲哉・RAP詞:MARC | 小室哲哉   | 4:08 |
| 2.                       | 「Please don't give up」 | MARC・小室哲哉       | 小室哲哉   | 5:07 |
| 3.                       | 「Why Why tell me Why」  | KEIKO・RAP詞:MARC    | 小室哲哉   | 4:26 |
| 4.                       | 「from the begining」    | 小室哲哉             | 小室哲哉   | 3:39 |
| 5.                       | 「Appreciate」           | 小室哲哉             | 小室哲哉   | 4:31 |
| 6.                       | 「orbit」                | -                    | 小室哲哉   | 2:41 |
| 7.                       | 「Tokyoという理由」      | 小室哲哉・RAP詞:MARC | 小室哲哉   | 4:13 |
| 8.                       | 「Shine on you」         | 小室哲哉             | 小室哲哉   | 4:26 |
| 9.                       | 「SIMPLOVE」             | MARC                 | 小室哲哉   | 4:19 |
| 10.                      | 「About Me」             | 小室哲哉             | 小室哲哉   | 4:52 |
| 合計時間:                | 合計時間:                | 合計時間:            | 42:22      |      |

| #         | タイトル                             | 作詞                     | 作曲         | 編曲      | 時間  |
| --------- | ------------------------------------ | ------------------------ | ------------ | --------- | ----- |
| 1.        | 「Judgement (Band Version)」(globe)  | 小室哲哉・RAP詞:MARC     | 小室哲哉     | 小室哲哉  | 6:18  |
| 2.        | 「LOST (Band Version)」(globe)       | 小室哲哉・RAP詞:MARC     | 小室哲哉     | 小室哲哉  | 4:16  |
| 3.        | 「to solid snake」(TETSUYA KOMURO)   | -                        | 小室哲哉     | 小室哲哉  | 6:10  |
| 4.        | 「maunalua bay」(TETSUYA KOMURO)     | -                        | 小室哲哉     | 小室哲哉  | 4:13  |
| 5.        | 「cosmic dream (Short Edit)」(245)   | MARC                     | 245          | -         | 3:45  |
| 6.        | 「1000Lights (French Version)」(245) | MARC                     | 245          | -         | 6:01  |
| 7.        | 「Reason (LA Updated Mix)」(KEIKO)   | 小室哲哉・RAP詞:Steve I. | 小室哲哉     | 小室哲哉  | 5:43  |
| 8.        | 「HUMANRACE」(KEIKO)                 | 小室哲哉                 | 小室哲哉     | 小室哲哉  | 5:55  |
| 9.        | 「海との友情」(KEIKO)                | 小室哲哉                 | 小室哲哉     | 小室哲哉  | 5:57  |
| 10.       | 「be true」(Cyber X feat. KEIKO)     | 小室哲哉                 | Ramon Zenker | 小室哲哉  | 5:24  |
| 合計時間: | 合計時間:                            | 合計時間:                | 合計時間:    | 合計時間: | 53:42 |

## 楽曲解説

### DISC 1
1. Soldier
ニベア花王「8×4 kirei」CMソング。
NTTドコモ「FOMA P902i」プリインストールソング。
本来はシングルとしてリリースする予定だったが、中止となった経緯がある。
2. Please don't give up
3. Why Why tell me Why
4. from the beginning
NTTドコモ「FOMA P902i」に、着メロ「Full Time」としてプリインストールされていたものをリニューアルして収録。
5. Appreciate
6. orbit
インストゥルメンタル。
7. Tokyoという理由
タイトルの「理由」は「わけ」と読む。
8. Shine on you
曲中で「Get Wild」（TM NETWORK）のサビの歌詞が引用されている。
9. SIMPLOVE
10. About Me

### DISC 2
1. Judgement (Band Version) / globe
アルバム『globe2 pop/rock』収録曲の別バージョン。
2. LOST (Band Version) / globe
アルバム『globe2 pop/rock』収録曲の別バージョン。
3. to solid snake / TETSUYA KOMURO
インストゥルメンタル。
4. maunalua bay / TETSUYA KOMURO
インストゥルメンタル。
5. cosmic dream (Short Edit) / 245
6. 1000 Lights (French Version) / 245
7. Reason (LA Updated Mix) / KEIKO
2005年にiTunes Store限定で配信されたベスト・アルバム『globe winter tracks』の収録曲である「Reason (Exclusive)」の別バージョン。
映画『恋愛中のベイビー』主題歌。
8. HUMANRACE / KEIKO
2003年に発売されたKEIKOのソロシングル「KCO」の1曲目。
フジテレビ系『とくダネ! 特捜部』テーマソング。
日本テレビ系『スポーツうるぐす』エンディングテーマ。
映画『ミシェル・ヴァイヨン』日本イメージソング。
9. 海との友情 / KEIKO
2003年に発売されたKEIKOのソロシングル「KCO」の4曲目。
大磯ロングビーチCMソング。
10. be true / Cyber X feat. KEIKO
日本国内と海外のアーティストのコラボプロジェクト『Cyber X』名義で2003年に発売されたシングル。

## クレジット

### レコーディングメンバー
- All Synthesizers, Keyboards & Instrumentation : 小室哲哉
- Guitars : 北島健二, 葛城哲哉, Mike Butler
- Bass : 美久月千晴（「Judgement (Band Version)」、「LOST (Band Version)」）
- Drums : 山木秀夫（「Judgement (Band Version)」、「LOST (Band Version)」）

### スタッフ
- Produced : 小室哲哉
- Track Produced (245) : Dan2, Serge, Dado
- Mixed : 小室哲哉, Mike Butler
- Mastered : 前田康二
- Engineers : 佐竹央行, Troy Gonzalez, かめだまさたか
- Synthesizer Programming & Protools Editing : 岩佐俊秀
- A&R : 佐々木淳
- Head A&R : 伊東宏晃
- General Producer : 阿部元博
- Advisors : 荒木隆司, 林真司, 阿久津明, 前田治昌
- Executive Producers : 松浦勝人, 千葉龍平
- Art Direction & Design : Diamond Heads
- Photographer : 舞山秀一